# Тілесне волосся

Схематичне зображення розподілу тілесного волосся у чоловіків і жінок

Тілесне волосся — людське волосся, що росте на тілі людини під час і після статевого дозрівання . Воно відрізняється від волосся на голові та менш помітного пушкового волосся, яке набагато тоншого та світлішого кольору. Ріст тілесного волосся пов’язаний з рівнем андрогенів (часто їх називають чоловічими статевими гормонами) і  щільності андрогенних рецепторів у дермальних сосочках. Обидва повинні досягти порогу для проліферації клітин волосяного фолікула.
З дитинства, незалежно від статі, пушкове волосся покриває майже всю площу тіла людини . Винятками є губи, задня частина вух, долоні, підошви ніг, деякі зовнішні статеві органи, пуп і рубці. Густота волосся,тобто кількість волосяних фолікулів на одиницю площі шкіри, залежить від людини до людини. У багатьох випадках на ділянках людського тіла, які містять пушкове волосся, під час статевого дозрівання починає утворюватися темніше та густіше волосся, наприклад, перший ріст волосся на бороді на раніше гладкому підборідді підлітка; хоча на жінці воно може здаватися тоншим.
Тілесне волосся розвивається так само, як і волосся, що росте на шкірі голови, але має коротшу фазу анагену та довшу фазу телогену . Тоді як фаза анагену для волосся на голові триває роками, андрогенна фаза росту волосся для волосся на тілі триває кілька місяців. Фаза телогену для волосся на тілі триває близько року.[джерело?] Цей скорочений період росту та подовжений період відпочинку пояснює, чому волосся на голові, як правило, набагато довше, ніж інше волосся на тілі. Різницю в довжині, яку можна побачити при порівнянні волосся на тильній стороні кисті та волосся на лобку, наприклад, можна пояснити різними циклами росту в цих двох областях. Те саме стосується відмінностей у довжині волосся на тілі, що спостерігається у різних людей, особливо якщо порівнювати чоловіків і жінок .

## Розподіл
Як і більшість волосся на тілі людини, волосся на ногах, руках, грудях і спині починається як пушкове волосся. У міру старіння волосся в цих областях часто починає темніти і ряснішати. Зазвичай це відбувається під час або після статевого дозрівання. Чоловіки часто мають більш рясне, більш жорстке волосся на руках і спині, тоді як жінки, як правило, мають менш різку зміну росту волосся в цих областях, але відчувають значну зміну товщини волосся. Однак у деяких жінок в одній або кількох із цих областей волосся стає темнішим і довшим.

### Груди і живіт

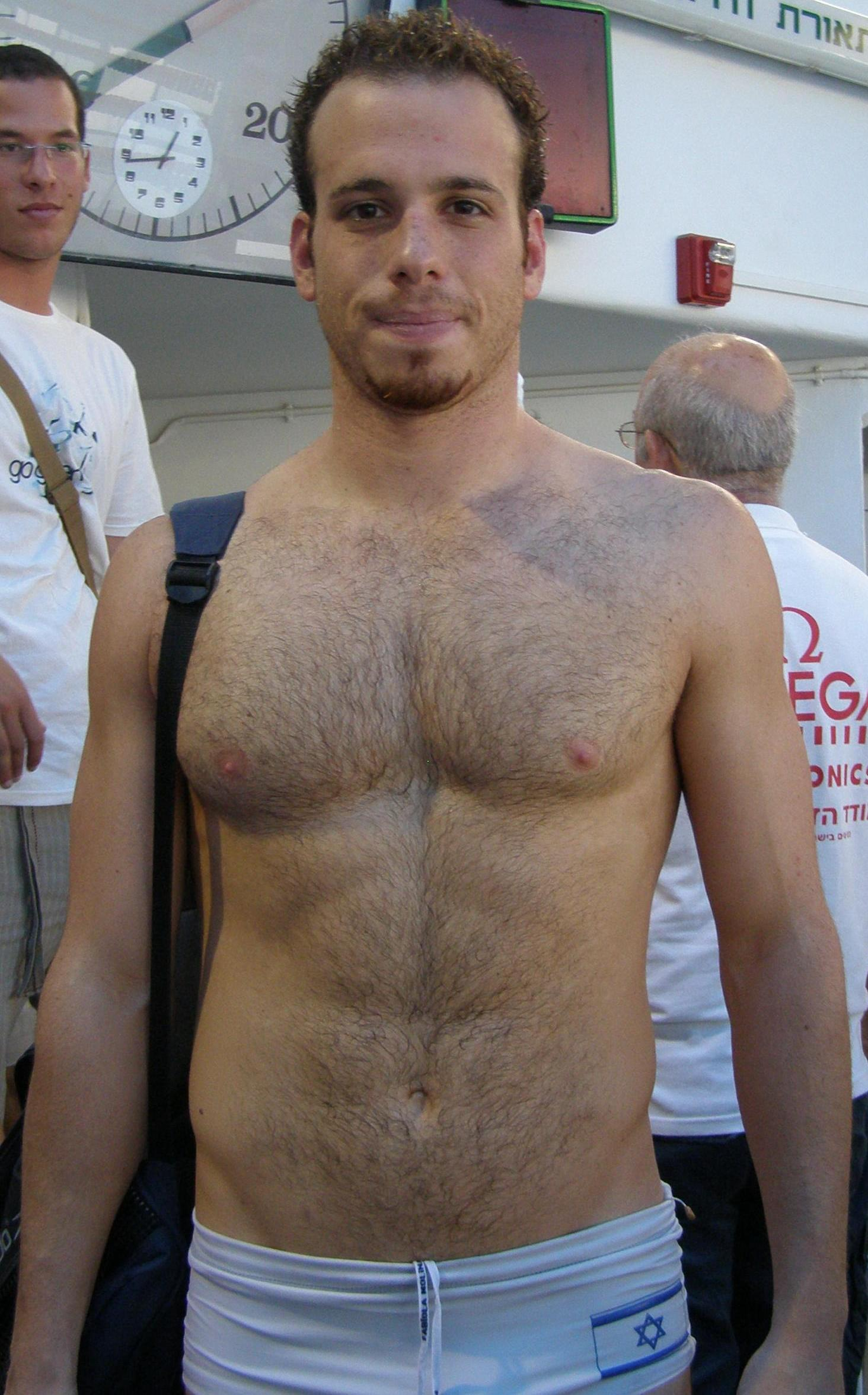
Волосся на грудях і животі чоловіка

Пушкове волосся росте на грудях і животі обох статей на всіх стадіях розвитку. Після статевого дозрівання і в дорослому віці у більшості чоловіків зростає кількість довгого волосся у цих областях. У дорослих жінок також зазвичай може рости довге волосся навколо грудного кружальця, хоча в багатьох культурах це волосся зазвичай видаляють.[джерело?]

### Руки

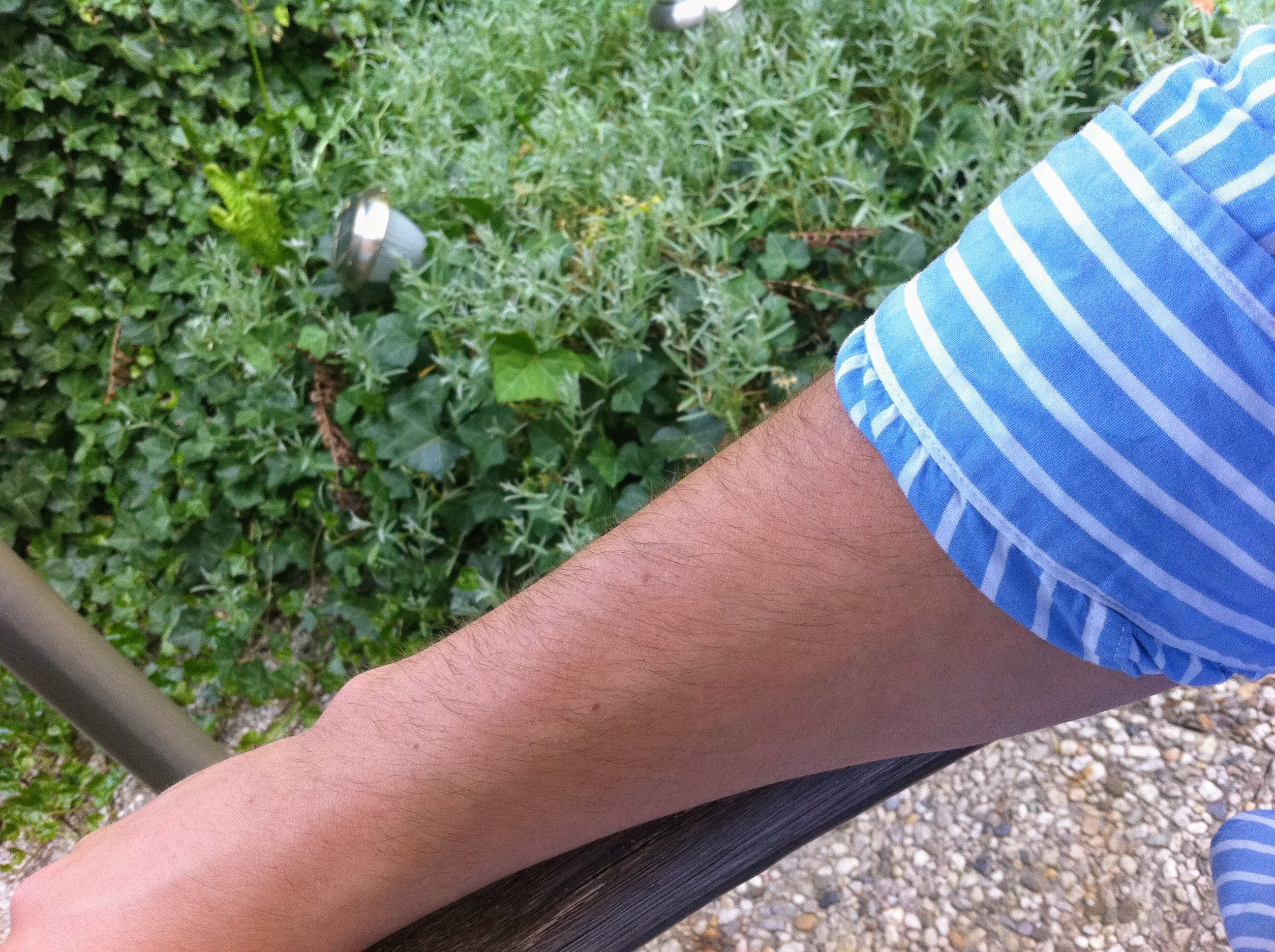
Волосся на руці

Волосся на руках росте на передпліччях людини, іноді навіть в області ліктя, і рідко — на біцепсі, трицепсі та/або плечах людини. Довге волосся на руці зосереджено на кінці передпліччя, простягаючись на кисть. Ріст довгого волосся у підлітків-чоловіків часто набагато інтенсивніший, ніж у жінок, особливо у людей з темним волоссям. У деяких культурах жінки зазвичай видаляють волосся на руках, хоча ця практика спостерігається рідше, ніж видалення волосся на ногах.
Ріст довгого волосся на плечах є вторинною статевою ознакою у хлопчиків, що з'являється на останніх стадіях статевого дозрівання. Пушкове волосся на руках зазвичай зосереджене на ліктьовому кінці передпліччя і часто закінчується на нижній частині плеча . Цей тип інтенсивного пушкового оволосіння на руках іноді зустрічається у дівчаток і дітей обох статей до періоду статевого дозрівання. Незважаючи на те, що через це руки здаються волохатими, це не спричинено лише тестостероном. Це волосся м’якше і відрізняється від довгого волосся рук за структурою.

### Стопи
Ріст волосся, що з’являється на верхніх частинах стоп і пальцях зазвичай починається з початком статевого дозрівання. Ріст довгого волосся на стопах зазвичай більш інтенсивний у дорослих чоловіків і юнаків, ніж у жінок.

### Ноги

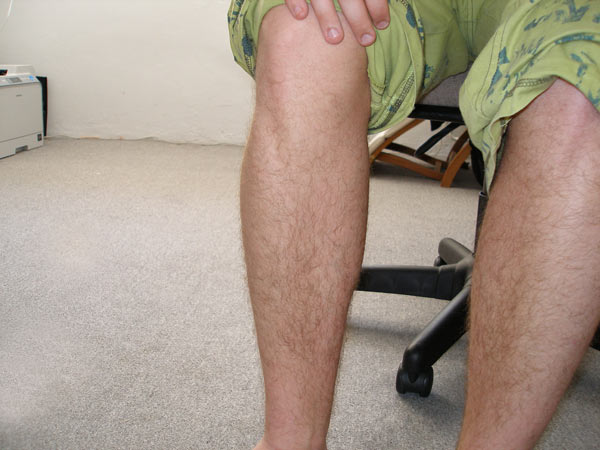
Волосся на ногах юнака

Волосся на ногах іноді з’являється з початком дорослого життя, причому ноги у чоловіків частіше волохатіші, ніж у жінок. З різних причин люди можуть голити волосся на ногах, зокрема через культурні звичаї чи індивідуальні потреби. У всьому світі жінки, зазвичай, голять волосся на ногах частіше, ніж чоловіки, щоб відповідати соціальним нормам багатьох культур, багато з яких сприймають гладку шкіру як ознаку молодості, краси, а в деяких культурах і гігієни. Проте спортсмени обох статей, зокрема плавці, бігуни, велосипедисти та бодібілдери, можуть голити своє тілесне волосся, щоб зменшити тертя, підкреслити розвиток м’язів або полегшити одягання та зняття обтягуючого одягу.

### Лобок

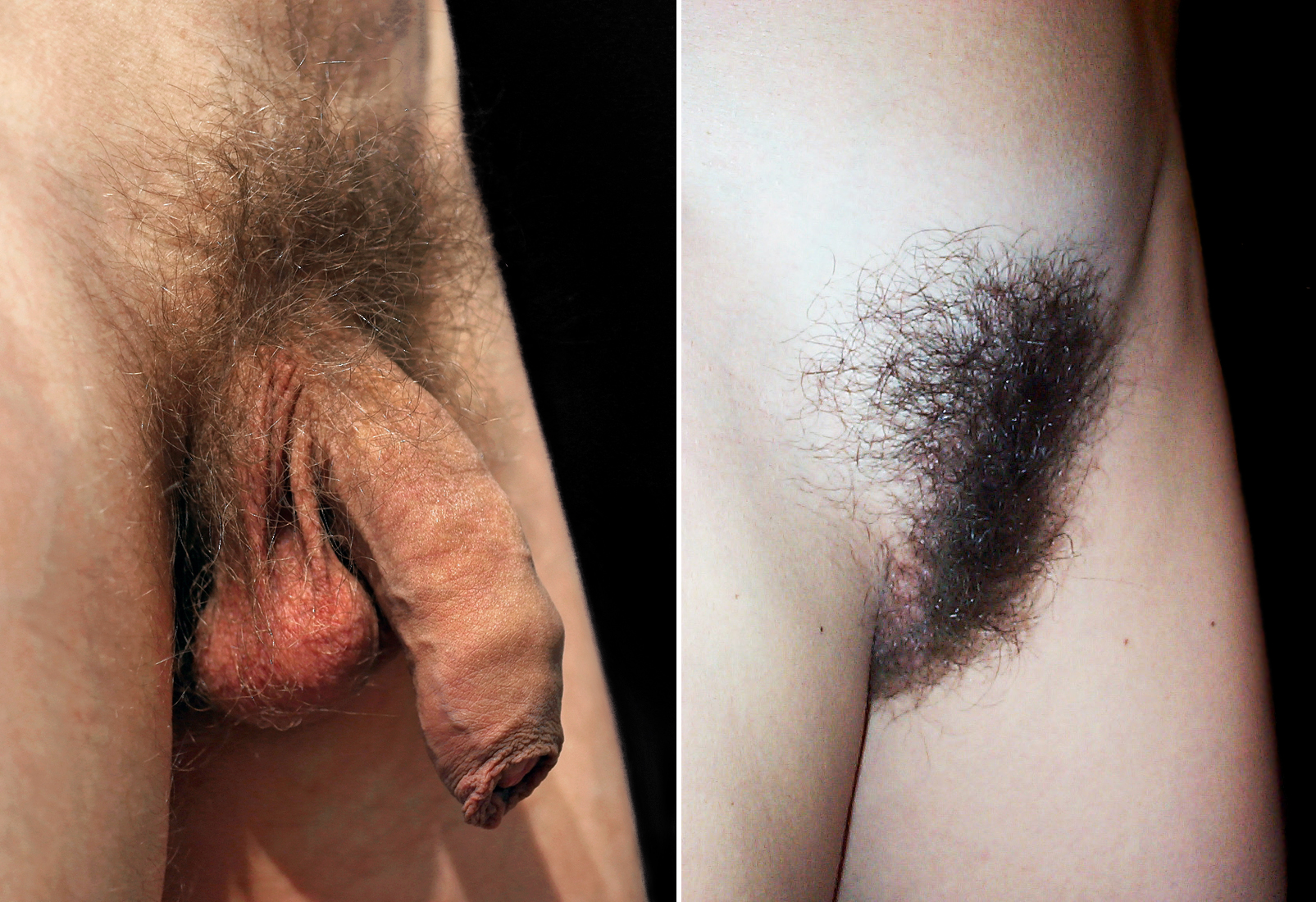
Волосся на лобку і статевих органах чоловіка (зліва) і жінки (зправа)

Лобкове волосся — це скупчення жорсткого волосся в області лобка. Воно також часто росте на стегнах і животі. Зоолог Десмонд Морріс заперечує теорії про те, що вони були створені для сигналізації про статеву зрілість або захисту шкіри від натирання під час злягання, і віддає перевагу поясненню, що волосся на лобку затримує запах. Крім того, в обох статей густе лобкове волосся виконує функцію часткової подушки під час статевого акту.
Область статевих органів самців і самок спочатку заселена коротшим, світлішим пушковим волоссям, яке майже невидиме, і починає розвиватися в темніше, грубше лобкове волосся лише в період статевого дозрівання. У цей час гіпофіз виділяє гонадотропні гормони, які викликають вироблення тестостерону в яєчках і яєчниках, сприяючи росту лобкового волосся. Середній вік, коли волосся на лобку починає рости у чоловіків і жінок, становить 12 і 11 років відповідно. Однак відомо, що у деяких жінок волосся на лобку починає рости вже у 7 років.
Так само, як окремі люди відрізняються за кольором волосся на голові, вони також можуть відрізнятися за кольором волосся на лобку. Також помітні відмінності в товщині, швидкості росту і довжині.

### Пахви

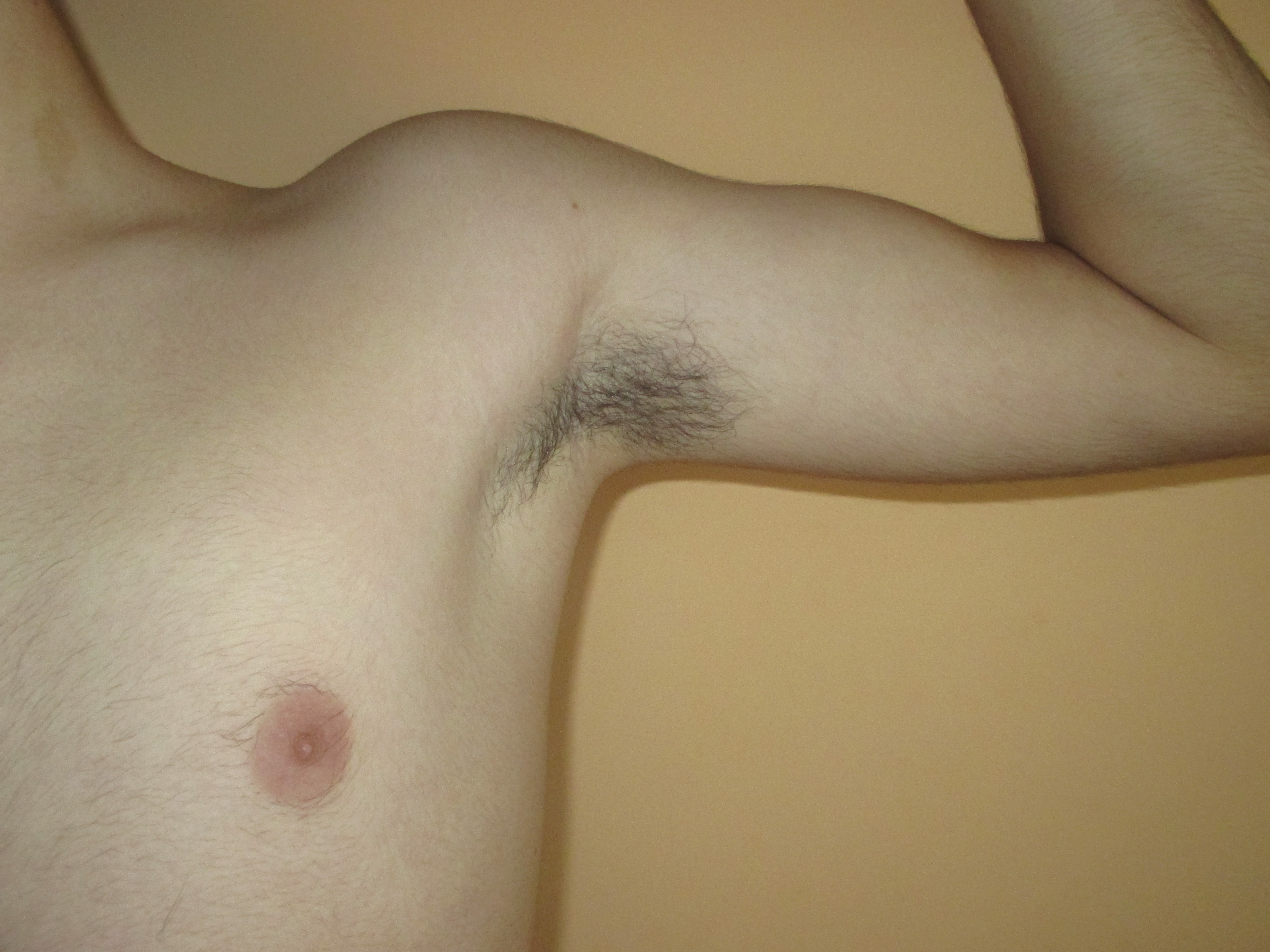
Волосся на пахві юнака

Пахвинне волосся зазвичай починає з’являтися на початку статевого дозрівання, а зростання зазвичай завершується до кінця підліткового віку.
Сьогодні в більшості країн світу жінки зазвичай позбуваються пахвинного волосся. Однак поширеність цієї практики дуже різна. Ця практика стала популярною з косметичних причин приблизно в 1915 році в Сполучених Штатах і Великій Британії, коли один або кілька журналів показали жінку в сукні з поголеними пахвами. З появою безпечної бритви на початку 20 століття стало можливим регулярне гоління. У той час як гоління пахв було швидко прийнято в деяких англомовних країнах, особливо в США та Канаді, воно набуло широкого поширення в Європі лише після Другої світової війни.  Відтоді ця практика поширилася по всьому світу. Деякі чоловіки також вирішують голити пахви.

### Обличчя

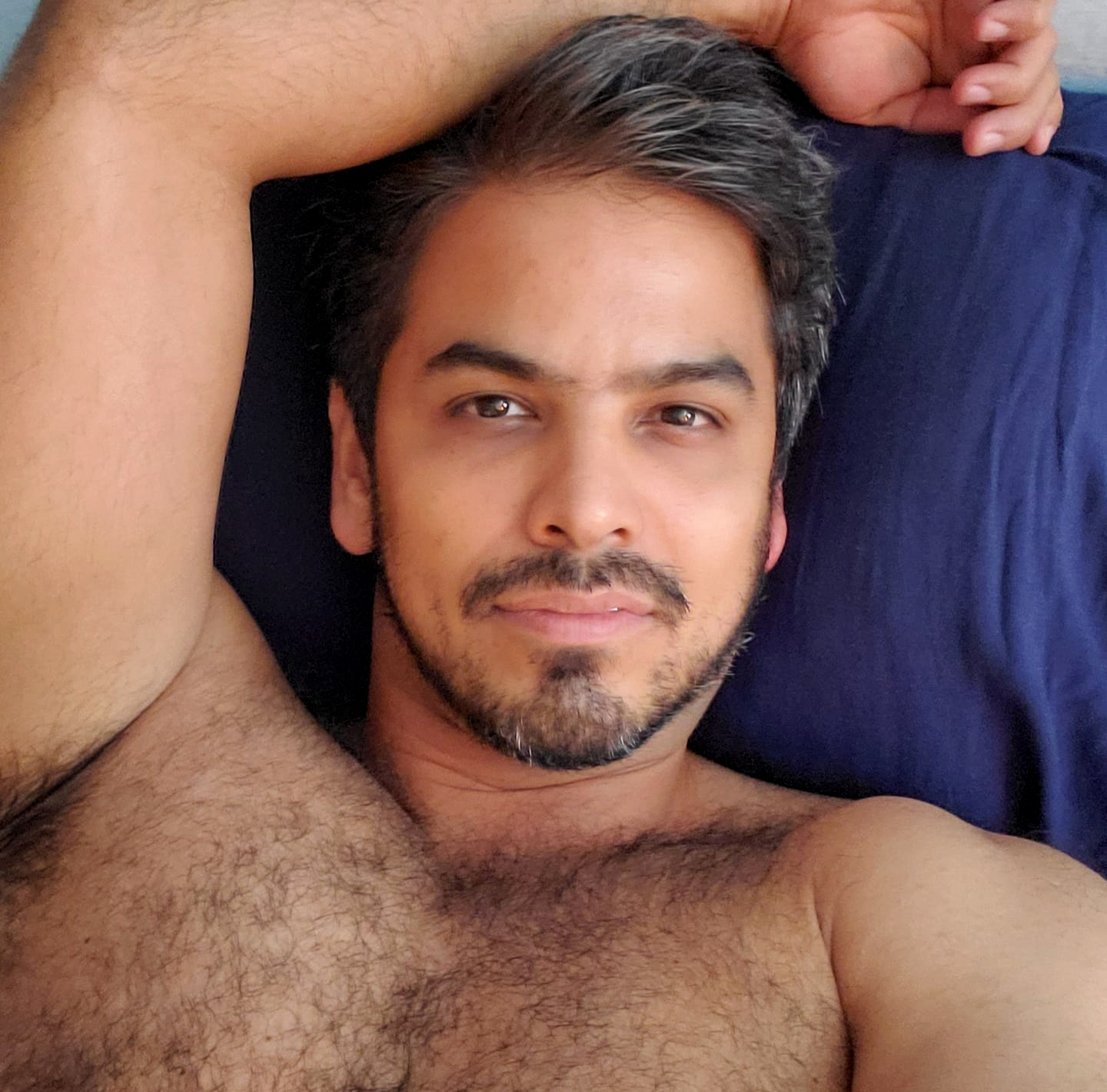
Волосся на обличчі у дорослого чоловіка

Волосся на обличчі переважно росте на чи навколо нього. І у чоловіків, і у жінок спостерігається ріст волосся на обличчі. Подібно до лобкового волосся, не пухове волосся на обличчі починає рости приблизно в період статевого дозрівання. Вуса у молодих чоловіків зазвичай починають рости приблизно у віці статевого дозрівання, хоча у деяких чоловіків вуса можуть не рости до підліткового віку або не рости взагалі. У деяких випадках для розвитку волосся на обличчі може знадобитися більше часу, ніж у пізньому підлітковому віці, а у деяких чоловіків волосся на обличчі не росте навіть у старшому віці.
У багатьох жінок зазвичай з’являється кілька волосин на обличчі під або навколо підборіддя, уздовж боків обличчя (в області бакенбардів) або на верхній губі. Вони можуть з’явитися у будь-якому віці після статевого дозрівання, але часто спостерігаються у жінок після менопаузи через зниження рівня естрогену. Потемніння пушкового волосся над верхньою губою у жінок не вважається справжнім волоссям на обличчі, хоча його часто називають «вусами»; видимість цих темних пушкових волосся можна зменшити за допомогою відбілювання. Відносно невелика кількість жінок здатна відростити достатньо волосся на обличчі, щоб мати виразну бороду. У деяких випадках ріст жіночої бороди є результатом гормонального дисбалансу (зазвичай надлишку андрогенів) або рідкісного генетичного захворювання, відомого як гіпертрихоз. Іноді це викликано вживанням анаболічних стероїдів . Культурний тиск змушує більшість жінок видаляти волосся на обличчі, оскільки це може розглядатися як соціальна стигма .

### Ніс
У дорослих людей в ніздрях є щетинкове волосся, що слугує фільтром для повітря.

### Вуха
У дорослих людей у зовнішньому слуховому проході є щетинкове волосся. Вушна раковина покрита пушковим волоссям особливо на видатних частинах передньої частини вуха.

## Розвиток
Волосяні фолікули різною мірою чутливі до андрогенів, насамперед до тестостерону та його похідних, зокрема дигідротестостерону, причому різні ділянки тіла мають різну чутливість. Зі збільшенням рівня андрогенів швидкість росту волосся та вага волосся збільшуються. Генетичні фактори визначають як індивідуальні рівні андрогену, так і чутливість волосяного фолікула до андрогену, а також інші характеристики, такі як колір волосся, тип волосся та утримання волосся.
Підвищення рівня андрогенів під час статевого дозрівання призводить до того, що пушкове волосся перетворюється на довге волосся на багатьох ділянках тіла. Послідовність появи довгого волосся відображає рівень чутливості до андрогенів, причому лобкове волосся з’являються першими через особливу чутливість цієї ділянки до андрогенів. Поява лобкового волосся в обох статей зазвичай сприймається як ознака початку статевого дозрівання людини. Існує статева диференціація в кількості та розподілі тілесного волосся, при цьому чоловіки, як правило, мають більше довгого волосся в більшій кількості ділянок. Це включає волосся на обличчі, грудях, животі, ногах, руках і стопах. (Дивіться таблицю 1 щодо розвитку волосся на тілі чоловіків під час статевого дозрівання.) Жінки зберігають більше менш помітного пушкового волосся, хоча волосся на ногах, руках і стопах може бути помітне на жінках. Також не є незвичним, коли у жінок є кілька довгих волосків навколо сосків. У пізніші десятиліття життя, особливо після 5-го десятиліття, починається помітне зменшення кількості тілесного волосся, особливо на ногах. Причина цього невідома, але це може бути пов’язано з погіршенням кровообігу, меншою кількістю вільного циркулюючого гормону або іншими причинами.
| Ділянка                | Вік 14 | Вік 16 | Вік 18 |
| ---------------------- | ------ | ------ | ------ |
| Лобок                  | 97     | 100    | 100    |
| Пахви                  | 40     | 97     | 100    |
| Передня частина ноги   | 46     | 90     | 100    |
| Передня частина стегна | 30     | 67     | 95     |
| Передпліччя            | 14     | 37     | 80     |
| Живіт                  | 14     | 37     | 75     |
| Сідниці                | 14     | 33     | 50     |
| Груди                  | 3      | 7      | 40     |
| Нижня частина спини    | 3      | 7      | 20     |
| Плечі                  | 0      | 0      | 10     |
| Верхня частина плечей  | 0      | 0      | 0      |

Посилання до Рейнольдс Е.Л. «The appearance of adult patterns of body hair in man». Ann NY Acad Sci 1951:53:576–584.

## Функція
Тілесне волосся забезпечує чутливість до дотику, передаючи рух волосся та вібрацію через стрижень до чутливих нервових закінчень у шкірі. Цибулярні нерви виявляють зміщення волосяних стрижнів, а інші нервові закінчення в навколишній шкірі виявляють вібрацію та викривлення шкіри навколо цибулин. Тілесне волосся поширює чуття дотику за межі поверхні шкіри до повітря та простору навколо нього, виявляючи рухи повітря, а також зміщення волосся від контакту з комахами або предметами. 

## Еволюція
Визначення еволюційної функції тілесного волосся має враховувати як еволюцію людини, так і термічні властивості самого волосся.
Термодинамічні властивості волосся базуються на властивостях кератинових волокон і амінокислот, які об’єднуються в «згорнуту» структуру. Ця структура надає волоссю багато властивостей, наприклад його здатність розтягуватися та повертатися до початкової довжини. Ця згорнута структура не схиляє до кучерявого або пухнастого волосся, обидва з яких визначаються овальним або трикутним поперечним перерізом волосяних цибулин. 

### Еволюція зменшення тілесного волосся
Волосся є дуже хорошим теплопровідником і сприяє передачі тепла в організм і з нього. Коли спостерігаються гусяча шкіра, малі м’язи ( м'яз-підіймач волосся ) скорочуються, щоб підняти волосся або для забезпечення ізоляції, зменшуючи охолодження шкіри через конвекцію повітря, або у відповідь на подразнення центральної нервової системи, подібне до відчуття «вставання волосся на задній частині шиї». Це явище також виникає, коли у волоссі накопичується та зберігається статичний заряд. Однак кератин може легко пошкодитися через надмірне тепло та сухість, що свідчить про те, що надмірне перебування на сонці, можливо, через відсутність одягу, призведе до постійного руйнування волосся, що зрештою призведе до виведення генів на користь високої пігментації шкіри. Паразити також можуть жити на волоссі та у волоссі, тому люди, які зберегли тілесне волосся, потребують більшої загальної гігієни для запобігання захворюванням. 
Маркус Дж. Рантала з Департаменту біологічних та екологічних наук Університету Ювяскюля, Фінляндія, сказав, що люди еволюціонували внаслідок «природного відбору» і стали безволосими, коли був вибір між «мати менше паразитів» і «теплою, пухнастою шубою» на користь першого.
П.Е. Уілер з Департаменту біології Ліверпульської політехніки сказав, що чотириногі саванські ссавці подібного об’єму, як і люди, мають волосся на тілі, щоб зберігати тепло, тоді як тільки більші чотириногі саванські ссавці не мають волосся на тілі, оскільки об'єму їхнього тіла достатньо, щоб зігріти їх. Таким чином, Уілер сказав, що люди, які повинні мати волосся на тілі лише на підставі прогнозів об’єму тіла для ссавців савани, еволюціонували до меншої кількості волосся після еволюції у двоногість, що, за його словами, зменшило кількість площі тіла, підданої впливу сонця, на 40%, зменшивши вплив нагрівання від сонця на людське тіло.
Втрата хутра відбулася принаймні 2 мільйони років тому, але, можливо, ще 3,3 мільйона років тому, судячи з розбіжності головних і лобкових вошей, і сприяла наполегливому полюванню (здатності ловити здобич за допомогою переслідування на дуже великі відстані) у теплих саванах. де вперше виникли гомініни. Вважається, що двома основними перевагами є пересування на двох ногах і більша здатність до розсіювання теплового навантаження завдяки кращому потовиділенню та меншій кількості волосся.

### Статевий відбір
Маркус Дж. Рантала з Департаменту біологічних та екологічних наук Університету Ювяскюля, Фінляндія, сказав, що існування андрогензалежного волосся у чоловіків можна пояснити сексуальним потягом, коли волосся на статевих органах затримує феромони, а волосся на підборідді робить підборіддя більш масивним на вигляд.

## Серед популяцій
У 1876 році Оскар Пешель писав, що монголи Північної Азії, корінні американці, малайці, готтентоти та бушмени мають дуже малу кількість тілесного волосся, або не мають його взагалі, тоді як семіти, індоєвропейці та південні європейці (особливо португальці та іспанці) мають рясне тілесне волосся.
Антрополог Джозеф Денікер сказав у 1901 році, що дуже волохатими народами є: айни, уйгури, іранці, австралійські аборигени (жителі Арнемленду менш волохаті), тода, дравідійці та меланезійці, тоді як найменш волохатими є: американські індіанці, сан та східні азійці, які включають китайців, монголів і малайців. Денікер сказав, що волохаті люди, як правило, мають густіші бороди, вії та брови, але менше волосся на скальпі.
К.Г. Денфорт і Мілдред Троттер з кафедри анатомії Вашингтонського університету в 1922 році провели дослідження за участі солдат європейського походження, де вони дійшли висновку, що темноволосі білі чоловіки, як правило, більш волохаті, ніж світловолосі білі чоловіки.
Г. Гарріс, публікувавши в Британському журналі дерматології в 1947 році, писав, що американські індіанці мають найменше тілесного волосся, китайці та чорні люди мають мало тілесного волосся, білі люди мають більше волосся на тілі, ніж чорні люди, а айни мають найбільше волосся на тілі.
Антрополог Арнольд Генрі Севідж Лендор у 1970 році описав айнів як людей з волохатими тілами. 
Стюарт В. Хіндлі та Альберт Деймон з кафедри антропології Стенфордського університету в 1973 році досліджували частоту появи волосся на середньому челенці пальців (волосся середньої фаланги) жителів Соломонових Островів у рамках серії антропометричних досліджень цього населення. Вони підсумовують інші дослідження поширеності цієї риси, повідомляючи загалом, що європеоїди частіше мають волосся на середньому челенці пальців, ніж негроїди та монголоїди, і збирають такі частоти з раніше опублікованої літератури: андаманці — 0%, ескімоси — 1%, афроамериканці — 16% або 28%, ефіопи — 25,6%, мексиканці Юкатану — 20,9%, пенобскоти і шиннекоки —22,7%, гуркхів — 33,6%, японці — 44,6%, різні індуїсти — 40–50%, єгиптяни — 52,3%, народи Близького Сходу — 62– 71%, різні європейці — 60–80%. Однак вони так і не завершили карту тілесного волосся. 
За словами антрополога та професора Ешлі Монтегю в 1989 році, азійці та чорні люди, такі як бушмени, менш волохаті, ніж білі люди. Монтегю сказав, що безволосість є неотеничною ознакою.
Айке-Майнрад Вінклер і Керрін Крістіансен з Інституту біології людини в 1993 році досліджували людей Каванго та людей !Канг на тілесне волосся та рівень гормонів, щоб дослідити причину того, чому чорні африканці не мають такого волохатого тіла, як європейці. Вінклер і Крістіансен прийшли до висновку, що різниця у волохатості між темношкірими африканцями та європейцями пов’язана з відмінностями у виробленні андрогену чи естрадіолу, у метаболізмі андрогенів і дії статевих гормонів у клітинах-мішенях.
Валері Енн Рендалл з Департаменту біомедичних наук Бредфордського університету заявив у 1994 році, що ріст бороди у європейських чоловіків збільшується до середини третього десятиліття через затримку, викликану циклами росту зміни від пушкового волосся до довгого волосся. Рендалл сказав, що білі чоловіки та жінки більш волохаті, ніж японці, навіть за однакового загального рівня андрогенів у плазмі. Рендалл каже, що причина того, що деякі люди волохаті, а деякі люди не волохаті, незрозуміла, але це, ймовірно, пов’язано з різною чутливістю волосяних цибулин до 5α-редуктази.
Родні П.Р. Доубер з Оксфордського фонду волосся сказав у 1997 році, що східноазійські чоловіки мають дуже малу кількість волосся на обличчі чи тілесного волосся, або не мають його зовсім. Доубер також сказав, що середземноморські чоловіки рясно вкриті тілесним волоссям. 
Мілкіца Нешич та її колеги з кафедри фізіології Університету Ніша, Сербія, посилалися на попередні дослідження в публікації 2010 року, вказуючи на те, що частота появи волосся на середньому челенці пальців (волосся середньої фаланги) у білих значно вища, ніж у чорного населення. 

## Тілесне волосся як біометрія
Було показано, що індивідуальну людину можна однозначно ідентифікувати за моделлю розподілу її тілесного волосся. Наприклад, навіть якщо особливі риси людини, такі як обличчя чи татуювання приховані, людину можна впізнати за волоссям на інших частинах її тіла. 

## Дивіться також
- Алопеція
- Видалення волосся
- Гірсутизм
- Забарвлення волосся
- Трихотіломанія